# Ctenophthalmus monticola
Ctenophthalmus monticola är en loppart som först beskrevs av Kohaut 1904.  Ctenophthalmus monticola ingår i släktet Ctenophthalmus och familjen mullvadsloppor. Inga underarter finns listade i Catalogue of Life.